# Françoise Bella
Françoise Bella (9 marzo 1983) è una calciatrice camerunese, centrocampista del Rivers Angels Football Club e della nazionale camerunese.

## Carriera

### Club
Gioca nel Rivers Angels in Nigeria dal 2012.

### Nazionale
Francoise Bella  gioca nell'edizione 2012 della Coppa delle Nazioni Africane femminile, in cui la nazionale arriva al terzo posto, grazie alla vittoria per 1-0 sulla Nigeria nella finale per il terzo posto.
Successivamente viene convocata dalla Federazione calcistica del Camerun per rappresentare la nazione vestendo la maglia della nazionale femminile ai Giochi della XXX Olimpiade nel 2012. La squadra inserita nel Gruppo E non riesce comunque a superare la prima fase del Torneo.